# Melomys
Melomys är ett släkte av däggdjur som ingår i familjen råttdjur.
Släktnamnet är bildat av det geografiska namnet Melanesien och av det grekiska ordet mys (mus).

## Utseende
Individerna når en kroppslängd (huvud och bål) av 9 till 18 cm, en svanslängd av 11 till 20 cm och en vikt mellan 30 och 200 g. Den mjuka och ulliga pälsen är på ovansidan ofta brunaktig, ibland med röd skugga, och undersidan är ljusgul till vitaktig. Kännetecknande är fjällen på svansen som bildar en mosaik. Däremot har vanliga råttor (Rattus) en svans med fjäll som bildar ringer. Melomys har breda bakfötter med väl utvecklade fotsulor.

## Utbredning och habitat
Medlemmarna förekommer på sydostasiatiska öar som tillhör Indonesien samt på Nya Guinea (med tillhörande småöar) och i Australien. Habitatet utgörs främst av skogar men vissa arter som Melomys rufescens fördrar gräsmarker och de når i bergstrakter 3000 meter över havet.

## Ekologi
Arterna vistas främst på marken men de har bra förmåga att klättra i växtligheten. Individerna bygger bon av gräs och blad som placeras mellan rötter, i bergssprickor eller i människoskapade trähögar. Boet är nästan rund med en diameter upp till 20 cm. Antagligen äter släktets medlemmar växtdelar som frukter, bär och unga skott.
Parningen sker beroende på art hela året eller under vissa tider. Hos Melomys cervinipes varar dräktigheten 38 till 40 dagar. Honor föder en till fem (oftast två) ungar per kull. Ungarna föds blinda och de öppnar ögonen efter cirka 10 dagar. De diar sin mor cirka 20 dagar. Exemplar i fångenskap hade sina första egna ungar cirka 7 månader efter födelsen.

## Status
Arter som förekommer endemisk på mindre öar listas av IUCN vanligen som starkt hotad, akut hotad eller med kunskapsbrist. Bara 10 arter klassificeras som livskraftig.

## Taxonomi
Wilson & Reeder (2005) listar följande arter, utbredning enligt IUCN:
- Melomys aerosus, på Seram, Indonesien.
- Melomys arcium, på ön Rossel, öster om Nya Guinea.
- Melomys bannisteri, på Kai Besar, Moluckerna.
- Melomys bougainville, på Bougainville och Buka, öster om Nya Guinea.
- Melomys burtoni, norra och östra Australien, södra Nya Guinea.
- Melomys capensis, på Kap Yorkhalvön, Australien.
- Melomys caurinus, på Talaudöarna, Indonesien.
- Melomys cervinipes, östra Australien.
- Melomys cooperae, på Tanimbaröarna, Indonesien.
- Melomys dollmani, östra Nya Guinea.
- Melomys fraterculus, på Seram, Indonesien.
- Melomys frigicola, i bergstrakter på västra Nya Guinea.
- Melomys fulgens, på Seram, Indonesien.
- Melomys howi, på  Riama, Indonesien.
- Melomys leucogaster, Nya Guinea.
- Melomys lutillus, Nya Guinea.
- Melomys matambuai, på Manus, norr om Nya Guinea.
- Melomys obiensis, mindre öar söder om Halmahera.
- Melomys paveli, på Seram, Indonesien.
- Melomys rubicola, på en liten korallö mellan Australien och Nya Guinea.
- Melomys rufescens, Nya Guinea, Bismarckarkipelagen.
- † Melomys spechti, utdöd, levde på Buka.[5]
- Melomys talaudium, på Talaudöarna, Indonesien.

Flera arter som tidigare ingick i Melomys flyttades till Paramelomys eller andra släkten:
- Paramelomys levipes (tidigare Melomys levipes)
- Paramelomys lorentzii (tidigare Melomys lorentzii)
- Paramelomys mollis (tidigare Melomys mollis)
- Paramelomys moncktoni (tidigare Melomys moncktoni)
- Paramelomys platyops (tidigare Melomys platyops)
- Paramelomys rubex (tidigare Melomys rubex)
- Protochromys fellowsi (tidigare Melomys fellowsi)
- Mammelomys lanosus (tidigare Melomys lanosus)
- Mammelomys rattoides (tidigare Melomys rattoides)